# Zbigniew Zieliński

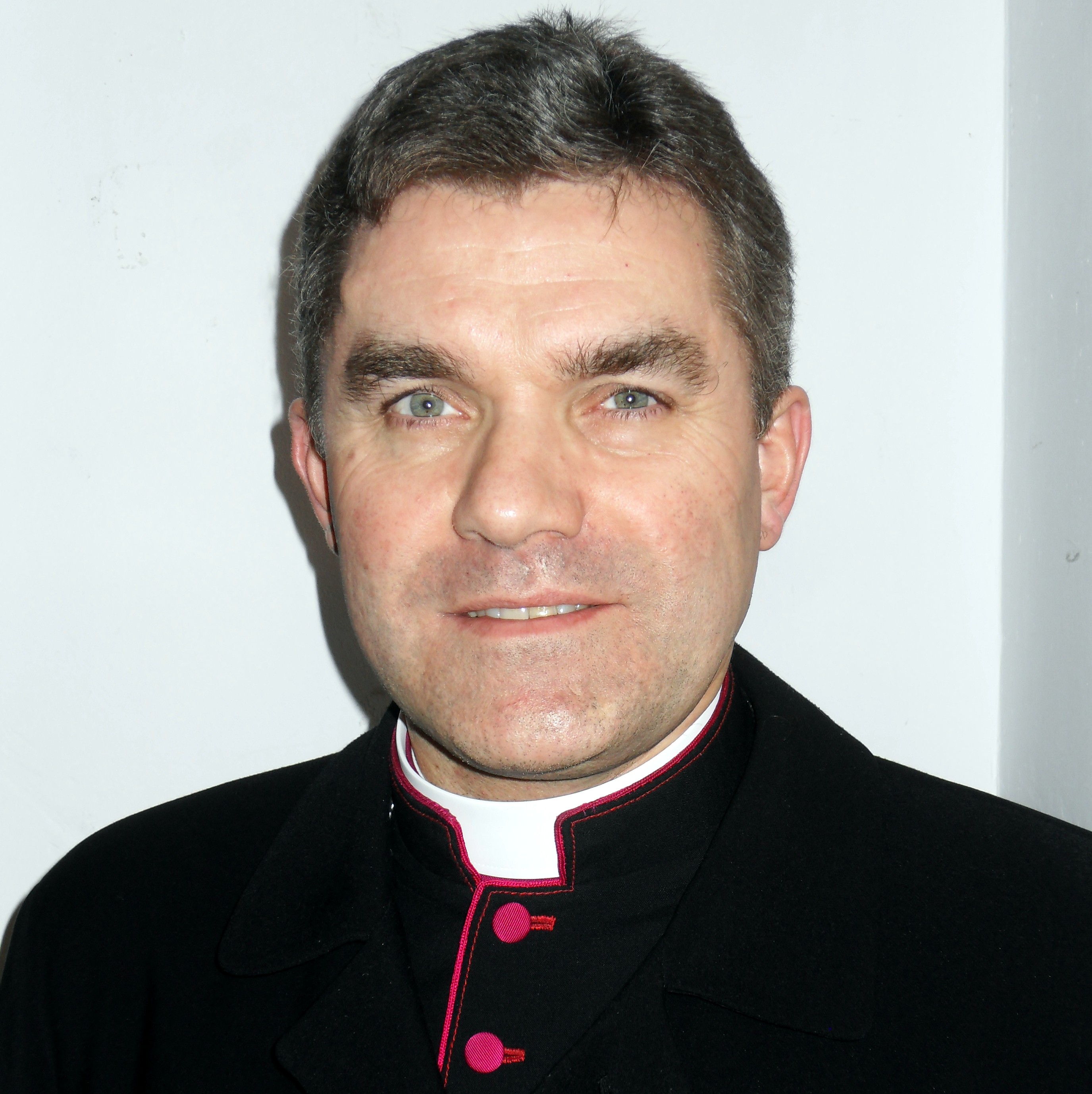
Zbigniew Zieliński

Wappen von Zbigniew Zieliński als Erzbischof von Posen

Zbigniew Jan Zieliński (* 14. Januar 1965 in Danzig, Polen) ist ein polnischer römisch-katholischer Geistlicher und Erzbischof von Posen.

## Leben
Zbigniew Zieliński erwarb an der Danziger Schiffbauschule Conradinum neben dem Abitur im Jahr 1987 einen Berufsabschluss als Mechaniker. Im gleichen Jahr trat er in das Priesterseminar ein und empfing am 18. Mai 1991 durch Erzbischof Tadeusz Gocłowski CM das Sakrament der Priesterweihe für das Erzbistum Danzig.
Nach Jahren als Kaplan in Danzig war er von 2000 bis 2008 Seelsorgeamtsleiter und Verantwortlicher für die Verehrung des Gnadenbildes vom Barmherzigen Jesus im Erzbistum Danzig. In dieser Zeit wurde er 2004 an der Kardinal-Stefan-Wyszyński-Universität Warschau in Pastoraltheologie promoviert. Von 2004 bis 2006 war er Dozent für Religionssoziologie an der Universität Danzig. Von 2004 bis 2007 war er außerdem Pfarrer in Zoppot und anschließend Dompfarrer der Kathedrale, dem Dom zu Oliva. Im Jahr 2007 verlieh ihm Papst Benedikt XVI. den Ehrentitel Päpstlicher Ehrenkaplan (Monsignore).
Vor seiner Ernennung zum Weihbischof war er Pfarrer der Konkathedrale St. Marien, Mitglied des Priesterrates und des Konsultorenkollegiums sowie Dozent für Pastoraltheologie am Danziger Priesterseminar.
Am 26. September 2015 ernannte ihn Papst Franziskus zum Titularbischof von Medeli und zum Weihbischof in Danzig. Die Bischofsweihe spendete ihm Erzbischof Sławoj Leszek Głódź am 24. Oktober desselben Jahres. Mitkonsekratoren waren der Apostolische Nuntius in Polen, Erzbischof Celestino Migliore, und der Alterzbischof von Danzig, Tadeusz Gocłowski CM.
Am 10. März 2022 ernannte ihn Papst Franziskus zum Koadjutorbischof von Koszalin-Kołobrzeg. Die Amtseinführung erfolgte am 16. März desselben Jahres. Mit dem Rücktritt Edward Dajczaks am 2. Februar 2023 folgte er diesem als Bischof von Koszalin-Kołobrzeg nach. Vom 24. Februar bis zum 25. Oktober 2024 verwaltete er zudem das vakante Erzbistum Stettin-Cammin als Apostolischer Administrator.
Papst Franziskus bestellte ihn am 19. März 2025 zum Erzbischof von Posen. Die Amtseinführung erfolgte am 1. Mai desselben Jahres.